# Зон, Рафаэль
Рафаэль Зон (до эмиграции — Рафаэль Габриэлевич (Рафаил Гаврилович) Масин-Зон, англ. Raphael Zon; 1 декабря 1874 ― 27 октября 1956) ― российский и американский лесовод, деятель Лесной службы США.

## Ранняя жизнь
Рафаэль Габриэлевич (Рафаил Гаврилович) Масин-Зон родился в Симбирске, Российская империя, в семье часовых дел мастера Габриэля Лейбовича (Гавриила Львовича) Масин-Зона (1849—1915), уроженца уездного города Дисны Виленской губернии и его жены Гени Вениаминовны Берлинер. Семья жила в двухэтажном кирпичном доме № 13 на улице Лосевой (ныне улица Федерации). В 1894—1895 годах был участником народнического кружка, ведущего революционную пропаганду среди алафузовских рабочих, был арестован; бежал из России в 1897 году, будучи выпущенным на свободу под залог. Зон и его соратница — ученица фельдшерской школы Хана Абрамовна Пузырийская, на которой он позже женился, уехали в Бельгию. Там он учился в Льеже. Провёл девять месяцев в Лондоне и потом переехал в Соединенные Штаты в 1898 году.

## Образование
Окончил Симбирскую классическую гимназию, изучал медицинские и естественные науки, окончив Казанский Императорский университет со степенью бакалавра по специальности «сравнительная эмбриология». В США Зон изучал лесное хозяйство в Нью-Йоркском государственном колледже лесного хозяйства при Корнеллском университете. Его преподавателями были такие именитые специалисты, как Бернхард Ферноу и Филберт Рот. Окончил университет в 1901 году.

## Карьера
После окончания университета поступил на работу в Лесную службу США, где впоследствии проработал 43 года своей жизни. Зон был протеже доктора Бернхарда Ферноу и Гиффорда Пинчота, первого руководителя Лесной службы Соединенных Штатов. Также был близким другом Боба Маршалла.
Зон внёс существенный вклад в изучение лесного хозяйства. Многие из его более чем 200 научных публикаций были переведены на русский, французский, немецкий и японский языки. Вместе с Бернардом Ферноу Зон способствовал началу публикации профессиональной литературы для лесничих в США. Был редактором издания Forest Quarterly. В 1905 году также стал редактором Proceedings of the Society of American Foresters. Впоследствии издания были объединены под названием Journal of Forestry. Зон был его главным редактором в 1923―1928 гг.
Зон считался «гигантом» среди американских лесоводов. Министр сельского хозяйства Клод Уикард отзывался о нём как о «старшем среди всех лесничих Америки».

## Признание
Большой каменный памятник с мемориальной доской установлен рядом с офисом Министерства сельского хозяйства США в Миннесоте, недалеко от того места, где был развеян его прах.

## Семья
- Сестра — Рахиль Гавриловна Масин-Зон — также окончила медицинский факультет Казанского университета, куда была принята в 1906 году.
- Племянники — адвокат Александр Вульфович Масин-Зон, режиссёр Борис Вульфович Зон и нарком внутренних дел СССР Генрих Григорьевич Ягода.
- Племянница — доктор медицинских наук, профессор Татьяна Евгеньевна Ивановская, патологоанатом.